# Sant'Agostino di Echevarría

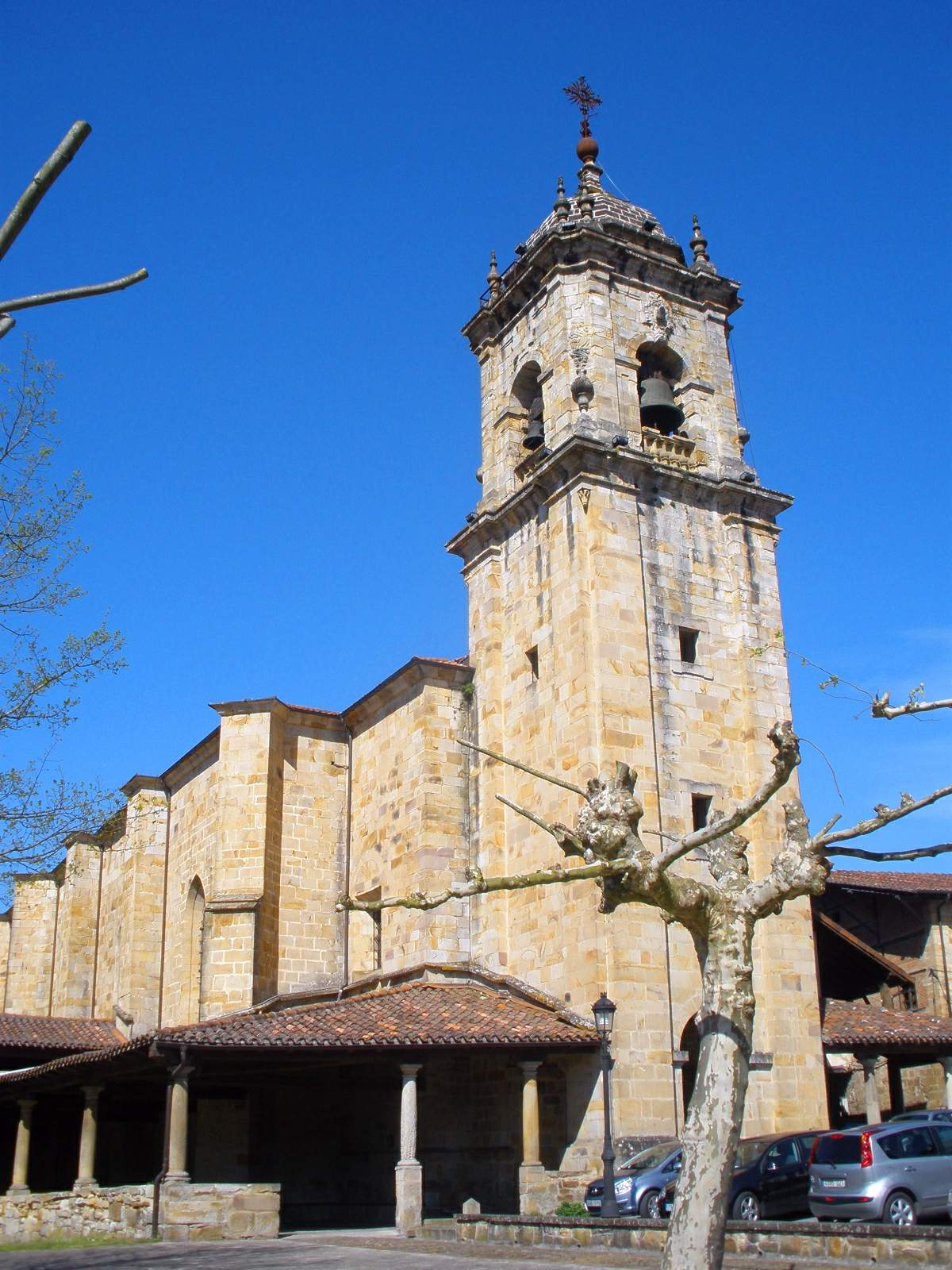
La chiesa di San Agustín de Etxebarria

L'elizate di San Agustín de Echevarría (San Agustín Etxebarria in basco) è un borgo della città di Elorrio nella regione di Duranguesado in Biscaglia, Paesi Baschi (Spagna). 
Precedentemente era un comune indipendente, che faceva parte della Merindad de Durango, nelle cui Juntas de Generales, che si tenevano nella piazza di fronte all'eremo di San Salvatore e San Clemente del borgo di Guerendiaga ad Abadiño, aveva un seggio con voce e voto con il numero 3. Nel 1630 la città di Elorrio annette la elizate di San Agustín de Echevarría, motivo per cui lasciò la merindad. 
Ha un tempio gotico e un transetto dello stesso stile. Sul suo territorio si trova  la sede del gruppo di distribuzione alimentare Eroski.